# Lovington (Illinois)
Lovington és una població dels Estats Units a l'estat d'Illinois. Segons el cens del 2000 tenia 1.222 habitants.

## Demografia
Segons el cens del 2000, Lovington tenia 1.222 habitants, 504 habitatges, i 338 famílies. La densitat de població era de 589,8 habitants/km².
Dels 504 habitatges en un 31,5% hi vivien nens de menys de 18 anys, en un 54,4% hi vivien parelles casades, en un 7,9% dones solteres, i en un 32,9% no eren unitats familiars. En el 29,8% dels habitatges hi vivien persones soles el 16,7% de les quals corresponia a persones de 65 anys o més que vivien soles. El nombre mitjà de persones vivint en cada habitatge era de 2,39 i el nombre mitjà de persones que vivien en cada família era de 2,95.
Per edats la població es repartia de la següent manera: un 25% tenia menys de 18 anys, un 9,6% entre 18 i 24, un 28,6% entre 25 i 44, un 19,4% de 45 a 60 i un 17,4% 65 anys o més.
L'edat mediana era de 37 anys. Per cada 100 dones de 18 o més anys hi havia 86,6 homes.
La renda mediana per habitatge era de 34.115 $ i la renda mediana per família de 41.544 $. Els homes tenien una renda mediana de 31.786 $ mentre que les dones 20.800 $. La renda per capita de la població era de 17.311 $. Aproximadament el 6,5% de les famílies i el 8,7% de la població estaven per davall del llindar de pobresa.

## Poblacions més properes
El següent diagrama mostra les poblacions més properes.